# Callisto (liberto)
Callisto (noto anche come Gaio Giulio Callisto; I secolo – 51) fu un liberto dell'imperatore Claudio.

## Biografia
Non si conosce con esattezza la sua origine (probabilmente era nativo dell'Asia minore), ma si sa che dal 38 fu a Roma, come liberto al servizio dell'imperatore Claudio, di cui divenne confidente e consigliere, anche grazie alla figlia Ninfidia, che divenne l'amante dell'imperatore. Grazie all'amicizia con Caligola, Callisto riuscì ad accumulare un ingente potere e ricchezza all'ombra del suo protettore. Fu proprio questo, secondo lo storico ebreo Flavio Giuseppe il motivo per cui il potente liberto cominciò a cadere in disgrazie presso Caligola: vedendo la sua posizione pericolante, Callisto si avvicinò a Claudio, zio dell'imperatore, convincendo i prefetti del pretorio in carica che sarebbe stato Claudio un successore adeguato al folle tiranno. Quindi, il liberto sarebbe stato la mente della congiura che portò all'eliminazione di Caligola, avvenuta il 24 gennaio 41 per mano di un gruppo di pretoriani e che portò alla salita al trono di Claudio.
Questi, appena insediatosi, ordinò la condanna a morte di tutti i congiurati, primi fra tutti Cassio Cherea e Cornelio Sabino, esecutori materiali dell'omicidio, mentre i prefetti del pretorio vennero destituiti. Callisto invece rimase vicino al nuovo imperatore e anzi conservò lo stesso ruolo che ricopriva sotto Caligola, ovvero quello di praepositus a libellis, ossia il segretario che si occupava delle suppliche rivolte all'imperatore e dei casi giudiziari portati davanti al princeps. Era un ruolo importantissimo, che faceva di Callisto uno dei collaboratori più vicini a Claudio, dal quale ricevette stima e ricompense, oltre ad accumulare un'ingente fortuna.
Inizialmente Callisto fu un sostenitore dell'imperatrice Messalina, moglie di Claudio, nota per la sua vita scandalosa e i suoi comportamenti licenziosi, che l'aveva portata ad avere numerosi amanti; uno di questi era il console Gaio Silio, con il quale nel 48 pare abbia tramato per destituire il marito e che avesse addirittura sposato segretamente. Scoperta la congiura, specie ad opera di Narciso, altro liberto vicino a Claudio, Messalina cadde in disgrazie e venne messa a morte con l'amante. Quando l'imperatore volle sposarsi nuovamente, i suoi liberti fecero a gara per procurargli una nuova moglie: Callisto gli propose di prendere in moglie Lollia Paolina, che era stata terza moglie di Caligola, mentre Narciso suggerì a Claudio come moglie la nipote Agrippina minore, sorella del precedente imperatore. Alla fine, Claudio si sposò con Agrippina, e portò al ridimensionamento dell'influenza di Callisto, che comunque continuò ad avere un certo potere. Morì infine nel 51 di morte naturale.